# Pathri
Pathri (o Pathari) è una città dell'India di 31.997 abitanti, situata nel distretto di Parbhani, nello stato federato del Maharashtra. In base al numero di abitanti la città rientra nella classe III (da 20.000 a 49.999 persone).

## Geografia fisica
La città è situata a 19° 16' 12 N e 76° 25' 44 E.

## Società

### Evoluzione demografica
Al censimento del 2001 la popolazione di Pathri assommava a 31.997 persone, delle quali 16.467 maschi e 15.530 femmine. I bambini di età inferiore o uguale ai sei anni assommavano a 5.112, dei quali 2.630 maschi e 2.482 femmine. Infine, coloro che erano in grado di saper almeno leggere e scrivere erano 19.495, dei quali 11.315 maschi e 8.180 femmine.